# 동시 상영
동시 상영(한국 한자: 同時上映; 영어: double feature 더블 피처[*])은 영화관에서 입장권 한 개 값으로 두 편(혹은 그 이상)의 장편 영화를 이어서 관람할 수 있도록 하는 체제다. 동시 상영은 극장에서 한 장의 가격으로 두 편의 영화를 상영하는 영화 산업 현상으로, 한 장편 영화를 상영한 후 다양한 단편 영화가 나오는 이전 형식을 대체한다.

## 오페라에서의 쓰임
오페라 하우스는 관객들에게 장기간의 공연을 제공하기 위해 두 개의 오페라를 함께 상연했다. 이는 상업적으로 홀로 상연하기 어려운 단막이나 2막의 단편 오페라와 관련이 있었다. 눈에 띄는 예는 메트(Met)가 1893년 12월 22일에 처음으로 상연한 카발레리아 루스티카나(Cavalleria Rusticana)를 사용한 팔리아치(Pagliacci)의 동시 공연이다. 그 이후로 두 오페라는 동시에 자주 공연되었다.

## 기원 및 형태
동시 상영은 1930년대 후반에 시작되었다. 다음 중 전부 또는 일부로 구성된 지배적인 표현 모델은 1940년대까지 계속되었다.
- 하나 이상의 라이브 공연
- 애니메이션 단편 만화
- 하나 이상의 실사 코미디 단편
- 하나 이상의 참신한 단편작
- 뉴스영화
- 주요 장편영화

1929년 미국 극장에 유성영화가 널리 보급되면서 많은 독립 전시업체들이 당시 지배적이었던 상영 모델을 버리기 시작했다. 영화관은 대공황 초기에 사업 침체를 겪었다.
극장 소유주는 한 편의 영화를 가격으로 두 편의 영화를 제공하면 더 많은 고객을 유치하고 비용을 절감할 수 있다고 결정했다. 이 전술은 효과가 있었다. 관객들은 몇 시간 동안의 현실도피와 다양한 오락을 위해 극장 티켓 가격이 좋은 가치가 있다고 생각했고 그 관행은 프로그래밍의 표준 패턴이 되었다.
전형적인 1930년대 동시상영에서는 상영이 예고편, 뉴스영화, 만화 및 단편영화로 구성된 버라이어티 프로그램으로 시작되고 저예산 두 번째 장편(B영화)에 이어 짧은 막간이 이어졌다. 마지막으로 고예산 본편(A영화)이 런칭됐다.
동시 상영을 운영하는 동네 극장이 단 하나의 장편 영화로 고가의 개봉 극장을 이겼다. 메이저 스튜디오들은 이를 주목하고 스튜디오의 기술자와 세트를 활용하여 자체 B 장편을 만들고 오르락내리락하는 스타들을 등장시키기 시작했다. 주요 스튜디오에서는 반복되는 캐릭터가 등장하는 영화 시리즈도 제작했다.
동시 상영으로 인해 많은 단편 코미디 제작자가 폐업했지만 B 영화 제작을 전문으로 하는 리퍼블릭(Republic) 및 모노그램(Monogram)과 같은 소규모 할리우드 스튜디오의 주요 수익원이었다.